# Yasuhiro Nagahashi
Yasuhiro Nagahashi (Shizuoka, 2 augustus 1975) is een voormalig Japans voetballer.

## Carrière
Yasuhiro Nagahashi speelde tussen 1994 en 2006 voor Shimizu S-Pulse en Kawasaki Frontale.